# Ruin Jonny's Bar Mitzvah
Ruin Jonny's Bar Mitzvah é o primeiro álbum gravado ao vivo da banda Me First and the Gimme Gimmes, lançado em 2004 pela gravadora independente Fat Wreck Chords.
Ele foi gravado num bar mitzvah de verdade, e o álbum é o registro de todo o evento com a banda, incluindo na última faixa uma pausa em que é possível ouvir os presentes conversando antes da banda voltar e tocar mais duas canções "bônus".
| Críticas profissionais                                                      | Críticas profissionais |
| Avaliações da crítica                                                       | Avaliações da crítica  |
| Fonte                                                                       | Avaliação              |
| --------------------------------------------------------------------------- | ---------------------- |
| allmusic                                                                    | [ 1 ]                  |
| Esta tabela precisa de ser acompanhada por texto em prosa. Consulte o guia. |                        |

## Faixas
1. "Jonny's Blessing"
2. "Stairway to Heaven" (Led Zeppelin)
3. "Heart of Glass" (Blondie)
4. "Delta Dawn" (Helen Reddy)
5. "Come Sail Away" (Styx)
6. "O Sole Mio" (Música tradicional)
7. "Strawberry Fields Forever" (The Beatles)
8. "Auld Lang Syne" (Música tradicional)
9. "The Longest Time" (Billy Joel)
10. "Always on My Mind" (Brenda Lee)
11. "Take It on the Run" (REO Speedwagon)
12. "Superstar" (Carpenters)
13. "Hava Nagila" (Música tradicional)
14. "Hava Nagila" (Christmas Arrangement)

### Músicas Secretas
- "Seasons In The Sun" (Cantada em francês por um suposto tio de Jonny)
- "Sloop John B." (Com o próprio Jonny tocando a bateria)

As duas faixas acima estão em sequência, escondidas no final da décima quarta faixa.